# ویسلی لوپز بلتارمی
ویسلی لوپز بلتارمی (به پرتغالی: Wesley Lopes Beltrame) هافبک، هافبک, اهل برزیل است که در شهر Catanduva و در تاریخ ۲۴ ژوئن ۱۹۸۷ به دنیا آمده‌است.
ویسلی لوپز بلتارمی در تیم‌های فوتبال سانتوس سابقهٔ حضور دارد.